# Ідея Віларіньйо
Ідея Віларіньйо Романі (Монтевідео, 18 серпня 1920 – 28 квітня 2009) – уругвайська поетеса, есеїстка і літературознавиця.
Належала до групи інтелектуалів, відомої як " Ґенерація '45". До цього угруповання належать такі письменники, як Хуан Карлос Онетті, Маріо Бенедетті, Саранді Кабрера, Карлос Мартінес Морено, Анхель Рама, Карлос Реаль де Азуа, Карлос Маґґі, Альфредо Гравіна, Маріо Арреґі, Аманда Беренґер, Умберто Меґґет, Емір Родріґес Монеґал, Ґледіс Кастельвеккі, Хосе Педро Діас та ін.
Також вона працювала перекладачкою, композиторкою та викладачкою.

## Життєпис
Народилася в освіченій родині, де музика та література були завжди присутніми. Її батько, Леандро Віларіньо (1892 – 1944), був поетом, твори якого за життя не друкувалися. Подібно до братів і сестер Нумена, Поеми, Азула та Алми, вона вивчала музику. Її мати була дуже добре освіченою в європейській літературі.
Віларіньйо була професоркою літератури та середньої освіти з 1952 до перевороту 1973 року . Після відновлення демократичної системи вона повернулася до освіти, працюючи професоркою на кафедрі уругвайської та латиноамериканської літератури в Коледжі гуманітарних наук Університету Республіки.
Віларіньйо почала писати в дуже молодому віці, а її перші зрілі вірші були написані у віці від 17 до 21 року. Її перший поетичний твір "La suplicante" був опублікований у 1945. У наступні роки вона стане міжнародно визнаною і отримає різноманітні нагороди. Вірші Ідеї відзначаються інтимними переживаннями, напруженням і стражданням.
Ідея була включена до групи письменників, відомих як Ґенерація '45, які стали відомими між 1945 і 1950. Серед учасників Ґенерації '45 можна згадати таких авторів, як: Хуан Карлос Онетті, з яким Віларіньйо мала любовні стосунки, Маріо Бенедетті, Саранді Кабрера, Карлос Мартінес Морено, Анхель Рама, Карлос Реаль де Азуа, Карлос Маґґі, Альфредо Ґравіна, Маріо Арреґі, Аманда Беренґуер, Умберто Меґґет, Емір Родріґес Монеґал, Ґладіс Кастельвеккі, Хосе Педро Діас та інші.

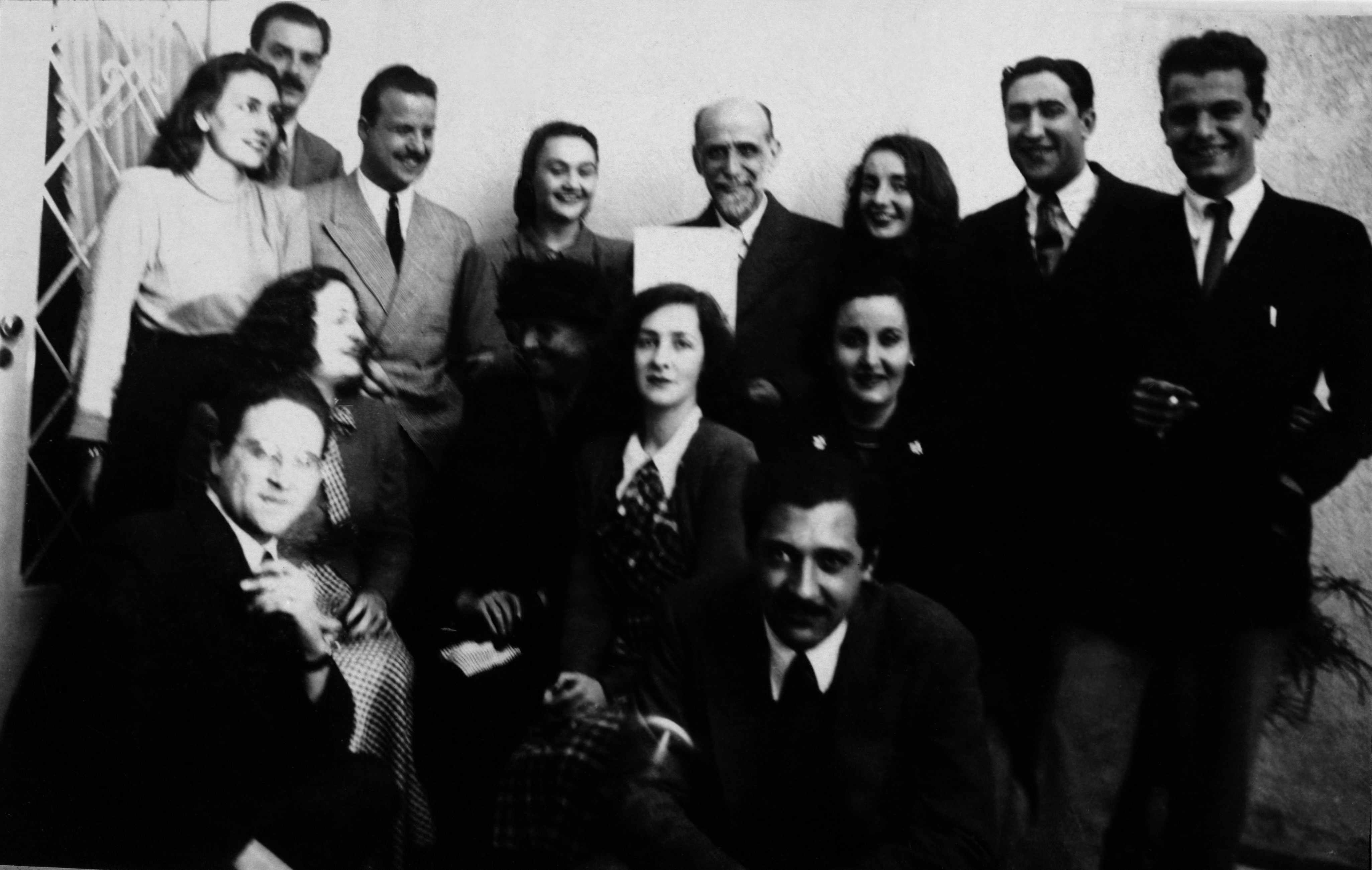
Ґенерація '45 з нагоди візиту Хуана Рамона Хіменеса. Зліва направо: Марія Зулема Сільва Віла, Мануель Артуро Клапс, Карлос Маґґі, Марія Інес Сілва Віла, Хуан Рамон Хіменес, Ідея Віларіньйо, Емір Родріґес Монеал, Анхель Рама. Сидять: Хосе Педро Діас, Аманда Беренґуер, Зенобія Камтрубі, Іда Вітале, Ельда Лаґо та Мануель Флорес Мора.

Віларіньйо брала участь у численних літературних починаннях. Вона була однією із засновниць журналів "Clinamen" та "Numero", між 1945-1955 (де вона познайомилася з Хуаном Рамоном Хіменесом); співпрацювала з іншими виданнями, такими як "Marcha", "La Opinión", "Brecha", "Asir" та "Texto crítico".

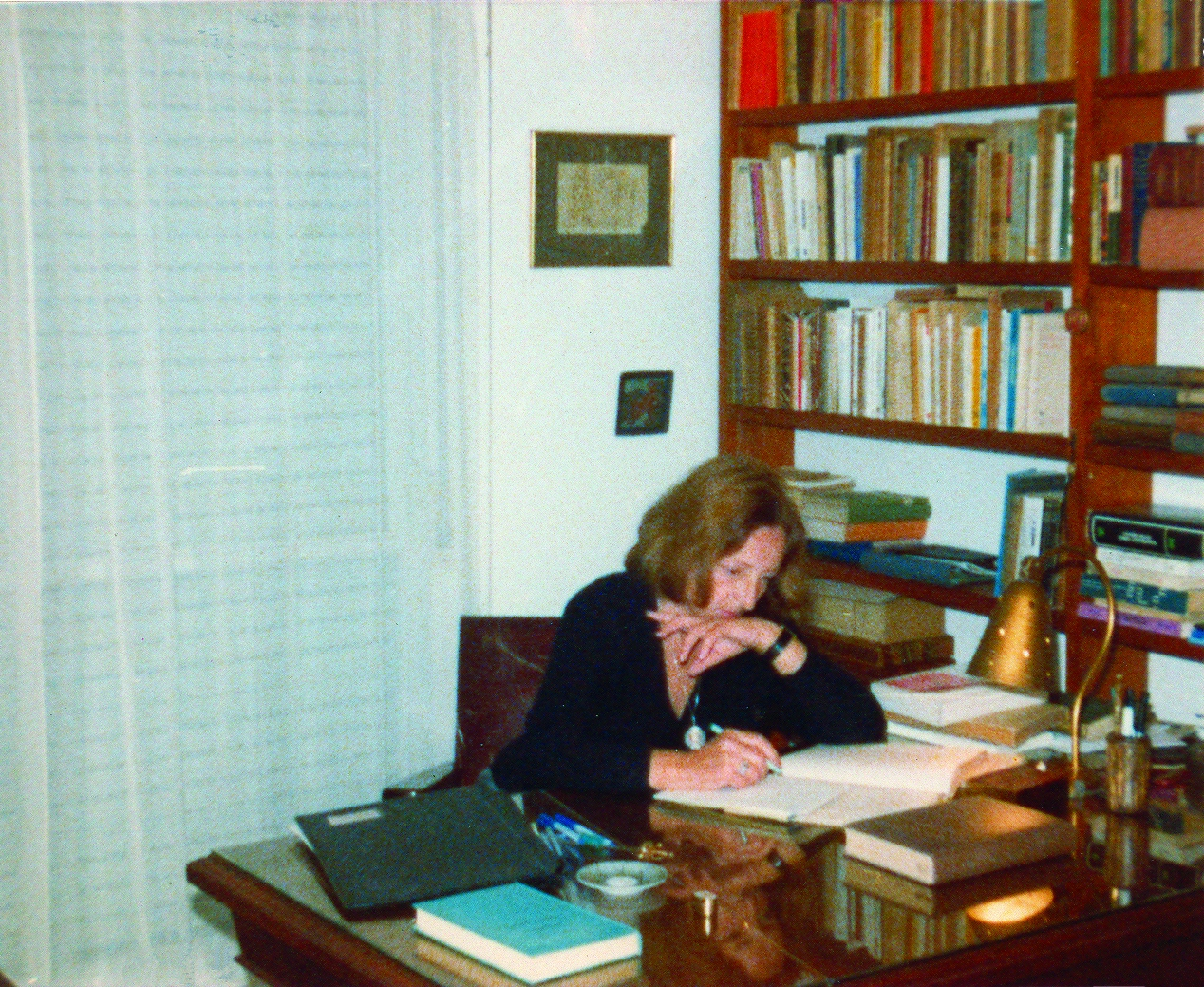
Ідея Віларіньо за її своїм столом у 1983

Її переклади отримали визнання, деякі з них, наприклад твори Шекспіра, виконувались у театрах Монтевідео. 
У 1997 Ідеї брали інтерв’ю Росаріо Пейру та Пабло Росса, з яких виник документальний фільм «Ідея». Режисером документального фільму став Маріо Джейкоб, прем'єра відбулася у травні 1998.
Твори Віларіньйо перекладено різними мовами, зокрема італійською, німецькою та португальською.
Як композиторці, їй належать чотири емблематичні пісні, що відносяться до популярної уругвайської музики: "A una paloma" (у виконанні Даніеля Вільґетті ), "La canción y el poema" (у виконанні Альфредо Сітарроса), "Los orientales" та "Ya me voy pa 'la guerrilla" (у виконанні Лос Олімареньос).
У 2004 Віларіньйо отримала Premio Konex MERCOSUR a las Letras, надану Фондом Конекс (Аргентина), як найвпливовіша письменниця регіону. 
Пізніше Ідея перенесла операцію, яка призвела до непрохідності кишечника та артерій. Віларіньйо не одужала і померла в Монтевідео 28 квітня 2009.

## Твори

### Поезія
- La suplicante (1945).
- Сієло Сієло (1947).
- Paraíso perdido (Нумеро, 1949).
- Por aire sucio ( Нумеро, 1950).
- Nocturnos (1955).
- Poemas de amor (1957).
- Побре Мундо (1966).
- Поезія (1970).
- Ні (1980).
- Canciones (1993).
- Поесія 1945 - 1990 (1994).
- Poesía completa (Монтевідео. Cal y Canto. 2000).

### Нариси
- Grupos simétricos en la poesía de Antonio Machado (1951).
- La rima en Herrera y Reissig (1955).
- Grupos simétricos en poesía (1958).
- Las letras de tango (1965).
- El tango cantado (1981).

### Переклади
- Raymond Queneau: El rapto de Ícaro, Buenos Aires, Losada, 19737
- Jacques C. Alexis: Romancero de las estrellas, Montevideo, Arca, 19738
- William Shakespeare: Hamlet, príncipe de Dinamarca, Montevideo, Ediciones de la Banda Oriental, 1974.9
- Andrew Cecil Bradley: Macbeth, la atmósfera, las brujas, Montevideo, Editorial Técnica, 1976.9
- William Shakespeare: Macbeth, Montevideo, Editorial Técnica, 1977.9
- Guillermo Enrique Hudson: La tierra purpúrea, Caracas, Biblioteca Ayacucho, 1980 (traducida junto con Jaime Rest).10
- Guillermo Enrique Hudson: Allá lejos y hace tiempo, Caracas, Biblioteca Ayacucho, 1980 (traducida junto con Jaime Rest).10
- Christine Laurent: Transatlántico (Adaptación de André Tachiné y Philippe Arnaud. Traducción del francés de Idea Vilariño). Montevideo, Trilce, 1996.9